# ستويا
ستويا (بالإنجليزية: Stoya) وهي ممثلة إباحية وكاتبة وعارضة أزياء أمريكية ولدت في يوم 15 يونيو 1986 في مدينة ويلمينغتون، كارولاينا الشمالية في الولايات المتحدة وهي من أم صربية وأب اسكتلندي.

## روابط خارجية
- ستويا على موقع IMDb (الإنجليزية)
- ستويا على موقع ألو سيني (الفرنسية)
- ستويا على موقع أول موفي (الإنجليزية)
- ستويا على موقع قاعدة بيانات الفيلم (الإنجليزية)
- ستويا على موقع كينوبويسك (الروسية)